# Cyphon coarctatus
Cyphon coarctatus is een keversoort uit de familie moerasweekschilden (Scirtidae). De wetenschappelijke naam van de soort werd in 1799 gepubliceerd door Gustaf von Paykull.